# MAP3K11
MAP3K11 («митоген-активируемая белковая киназа киназы киназы 11»; англ. mitogen-activated protein kinase kinase kinase 11, MLK3 ) — цитозольная серин/треониновая протеинкиназа семейства MAP3K, продукт гена MAP3K11. 

## Структура
MAP3K11 состоит из 837 аминокислот, молекулярная масса 93,7 кДа. Вторичная структура включает SH3-домен и белковый мотив лейциновая застёжка-молния. При активации белок димеризуется. Описано 2 изоформы белка, образующиеся в результате альтернативного сплайсинга.

## Функция
Белок, кодируемый геном MAP3K11, также часто обозначается MLK3. Член семейства MAP3K серин/треониновая протеинкиназ. MLK3 содержит домен SH3 и белковый мотив лейциновая застёжка-молния. Киназа MLK3 предпочтительно активирует киназу MAPK8/JNK1 и функционирует в качестве положительного регулятора внутриклеточного сигнала JNK. MLK3 непосредственно фосфорилирует и активирует JNK и p38 и играет роль в транскрипционной активности AP1, опосредованной ГТФой из семейства Rho CDC42.

## Взаимодействия
MAP3K11 взаимодействует со следующими белками:
- AKT1[9],
- CDC42[10][11],
- MAPK8IP1[12],
- MAPK8IP2[12] и
- SH3RF1.[13].